# Станн-Крик
Станн-Крик (англ. Stann Creek District) — один из 6 округов государства Белиз. Расположен в центральной части страны. Граничит с округами: Белиз (на севере), Кайо (на западе) и Толедо (на юге). На востоке омывается водами Карибского моря.
Площадь составляет 2554 км². Население по данным на 2010 год — 32 166 человек. Плотность населения — 12,59 чел./км². Административный центр — город Дангрига.